# 香港2012年5月
- 5月2日：人民力量立法會議員黃毓民和陳偉業開始於議會「拉布」，以阻止《立法會議席出缺安排議案》二讀及三讀通過。[1]
- 5月9日：九巴最後一架「熱狗」巴士退役，全港非空調專營巴士服務結束。
- 5月13日：學民思潮發起撤回國民教育課程遊行，德育及國民教育科爭議繼續升溫。[2]
- 5月17日：立法會主席曾鈺成同意黃宜弘議員動議，中止辯論並始表決。[3]
- 5月21日：地政總署人員嘗試清拆大棠荔枝山莊僭建物，遭到反抗。[4]